# Menyhért Lónyay

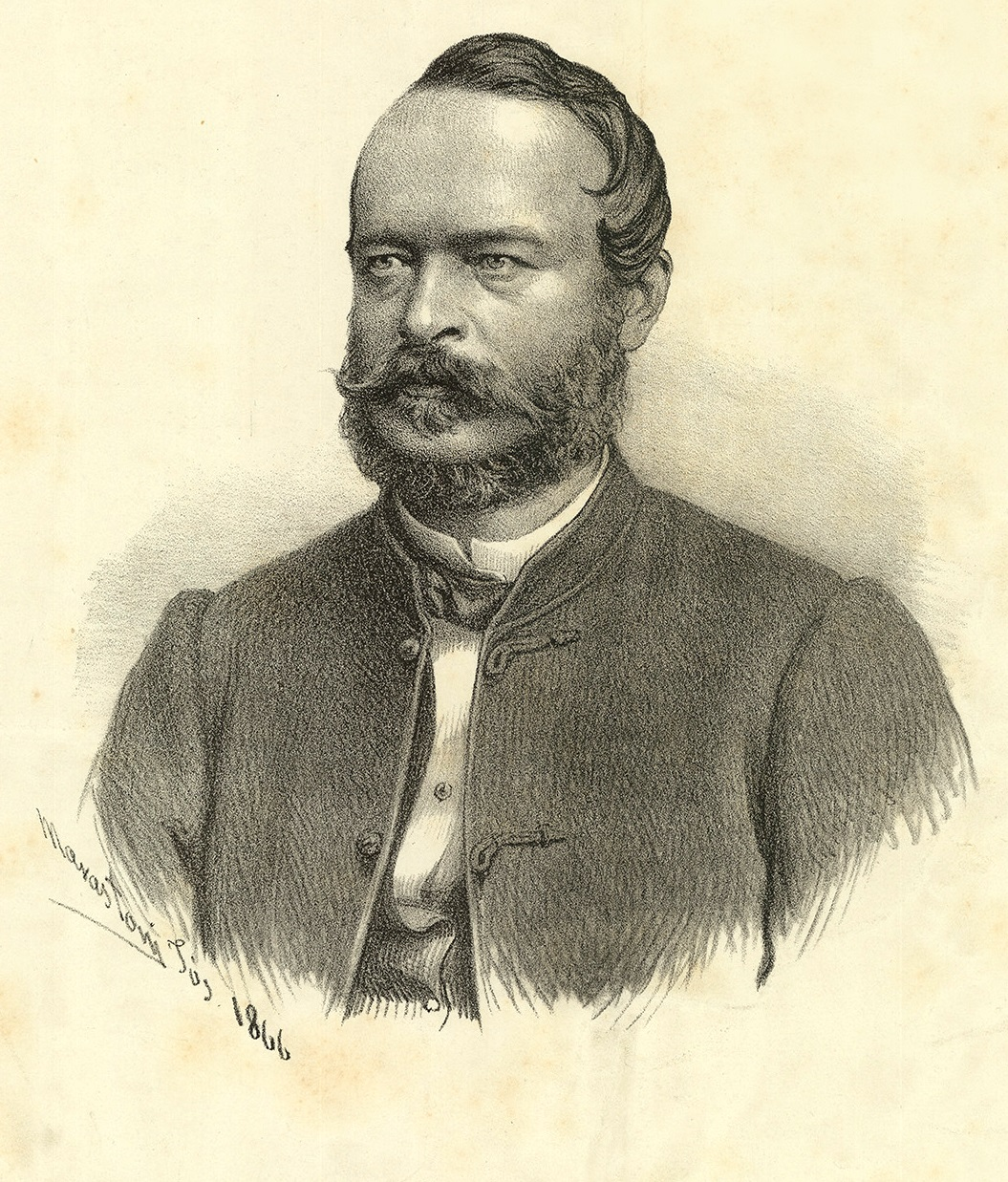
Menyhért Lónyai, 1871

Menyhért Lónyay, seit 1871 Graf Lónyay von Nagylónya und Vásárosnamény (* 6. Januar 1822 in Nagylónya, Komitat Bereg; † 3. November 1884 Budapest) war ein ungarischer Politiker und 1871/72 Ministerpräsident des Königreichs Ungarn.

## Leben

Menyhért Lonyay, Lithographie von Franz Eybl, 1848

Menyhért war der Sohn von János Lónyay (1796–1859) aus der protestantischen ungarischen Adelsfamilie Lónyay de Nagy-Lónya et Vasáros-Namény. Er studierte Rechtswissenschaft in Pest und wurde 1843 Landtagsabgeordneter für die Opposition unter Ferenc Deák. 1845 heiratete er Emilia Kappel (1825–1888), mit der er vier Kinder bekam. Während der Revolution von 1848/49 war er Unterstaatssekretär im Finanzministerium. Daher musste er nach der Niederlage Ungarns 1849 das Land verlassen und konnte aber nach einer Amnestie Ende 1850 aus Paris zurückkehren. Zunächst betätigte er sich im Bank- und Versicherungswesen, gründete 1858 die erste ungarische Versicherungsanstalt und 1866 ein Kreditinstitut.
Nach dem Ausgleich mit Österreich 1867 wurde Lónyay Finanzminister in der Regierung Gyula Andrássy. Er modernisierte, politisch geprägt vom Reformliberalismus, das Finanzwesen des Landes und führte bei den Staatsfinanzen einen strikten Sparkurs. Am 21. Mai 1870 wurde er zum gemeinsamen k.u.k. Finanzminister ernannt, als der er sich das Vertrauen Kaiser Franz Josephs erwarb. Im August 1871 wurde er in den Grafenstand erhoben und am 14. November 1871 ungarischer Ministerpräsident.
Als im November 1872 Korruptionsvorwürfe gegen Lónyay im Reichstag erhoben wurden, trat er am 2. Dezember zurück. 1875 wurde er dennoch Mitglied des Magnatenhauses und blieb bis 1882 Abgeordneter im Reichstag sowie Präsident der ungarischen Akademie der Wissenschaften.

## Schriften
- Von den öffentlichen Angelegenheiten. 2 Bände, Budapest 1846.
- Vom Staatsvermögen. 2 Bände, Budapest 1869.
- Über unsere öffentlichen Angelegenheiten. Die Bankfrage. Tettey, Budapest 1875
- Graf Stefan Széchenyi und seine hinterlassenen Schriften. Verlag Ráth, Budapest 1875.